# Josh Bourke
Pour les articles homonymes, voir Bourke (homonymie).
(en) Statistiques sur statscrew
Josh Bourke (né le 16 octobre 1982) est un joueur canadien de football canadien.

## Carrière scolaire
Né à Tecumseh près de Windsor en Ontario, Josh Bourke a fréquenté l'école secondaire St. Mary's Preparatory (en) à Orchard Lake Village, en banlieue de Détroit, où il a obtenu son diplôme en 2000. Par la suite il a été à l'université d'État de Grand Valley située près de Grand Rapids au Michigan et a joué dans l'équipe de football des Lakers. En 2004, il a été repêché par les Alouettes de Montréal lors du repêchage de la Ligue canadienne de football, mais a préféré jouer une dernière saison à Grand Valley. En 2005, il est nommé meilleur joueur de ligne offensive de la Great Lakes Intercollegiate Athletic Conference (en), une des conférences de la division II de la NCAA.

## Carrière professionnelle
En 2006 Bourke signe un contrat avec les Packers de Green Bay et passe un an sur l'équipe de réserve avant d'être libéré en juin 2007. Il s'engage alors avec les Alouettes de Montréal de la Ligue canadienne de football (LCF), jouant son premier match le 9 septembre 2007. Dès l'année suivante, il est choisi sur l'équipe d'étoiles de la division Est, honneur qu'il conservera chaque année jusqu'en 2014. En 2011 il est honoré du titre de meilleur joueur de ligne offensive de la LCF ; il est également choisi sur l'équipe d'étoiles de la ligue, tout comme l'année suivante.
Au début de 2014 Bourke signe un nouveau contrat de deux ans avec les Alouettes, mais ce seront ses deux dernières saisons à Montréal. En 2016 il accepte une offre des Argonauts de Toronto, mais joue seulement une saison avant d'être libéré. Il annonce sa retraite en juin suivant. Il est intronisé au Temple de la renommée du football canadien en 2023.

## Trophées et honneurs
- Équipe d'étoiles de la division Est : 2008 à 2014
- Équipe d'étoiles de la Ligue canadienne de football : 2011, 2012
- Meilleur joueur de ligne offensive de la LCF : 2011
- Trophée Léo-Dandurand (meilleur joueur de ligne offensive de la division Est) : 2011, 2012
- Élu au Temple de la renommée du football canadien : 2023